# Avesta
Avesta – tätort (miejscowość) w Szwecji. Siedziba władz administracyjnych gminy Avesta w regionie Dalarna. Około 14 738 mieszkańców. Położone nad rzeką Dal, w przemysłowym regionie Bergslagen. W mieście rozwinął się przemysł chemiczny oraz hutniczy.

## Sport
Miasto jest ośrodkiem sportu żużlowego.
- Drużyna Masarna Avesta jest wielokrotnym medalistą szwedzkiej ligi. Kameralny Stadion Brovalla w trybie awaryjnym gościł najlepszych żużlowców podczas Grand Prix Szwecji 2003.
- Team Dalakraft Avesta – klub żużlowy